# 特兰西瓦尼亚高原

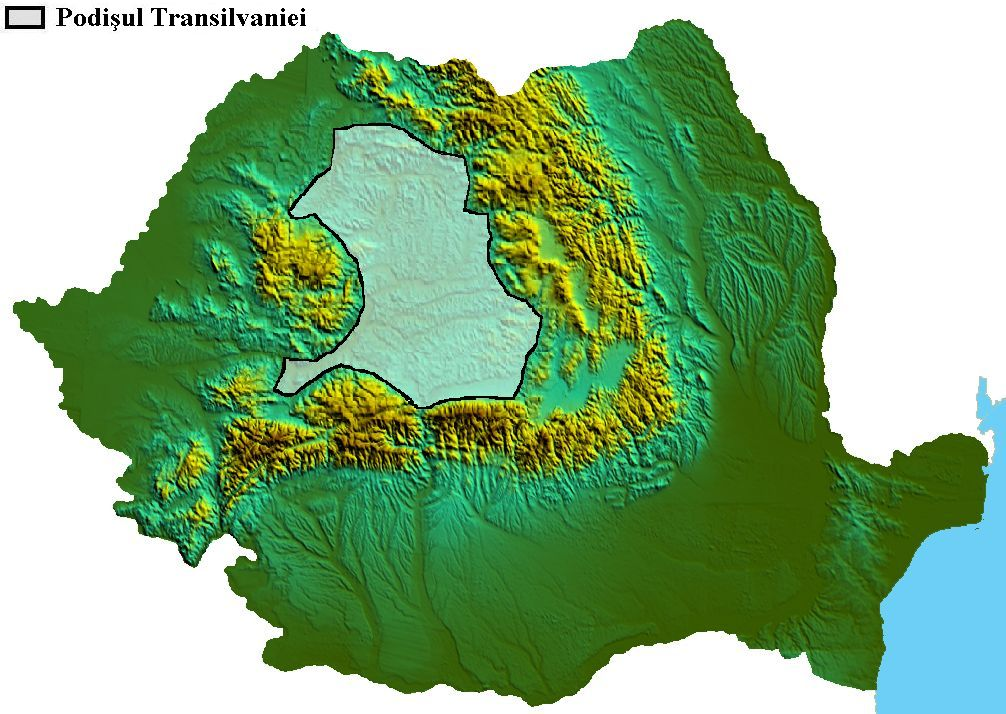
特兰西瓦尼亚高原

特兰西瓦尼亚高原（羅馬尼亞語：Podișul Transilvaniei）是位于罗马尼亚中部的高原地区。
它的所在地历史上被称为特兰西瓦尼亚，并且高原因此得名。东喀尔巴阡山脉、南喀尔巴阡山脉和阿普塞尼山脉几乎完全包围了该高原 ，它也包括了特兰西瓦尼亚平原。
事实上，称它为高原是不恰当的，它并不具有广阔的平原，许多小山脉把沟壑、峡谷和大小不等的山谷连接在一起形成网络状结构，这些山脉在海拔上高出周围山谷150到250米（500到800英尺）。
它平均海拔为300到500m（1,000到1,600 英尺），属于大陆性气候，全年温差很大，夏季温暖，冬季寒冷，不同季节气候对比鲜明。大量的森林覆盖了部分高原和山区。
特兰西瓦尼亚高原可以被分为三个区域：
- 北部：索梅什高原（Podişul Someşan 或 Podişul Someşelor）
- 中部：特兰西瓦尼亚平原（Câmpia Transilvaniei)
- 南部：塔尔纳瓦高原（Podişul Târnavelor）

特兰西瓦尼亚平原处于丘陵地带（高度在400到600米之间），其之所以被称为平原，是因为该地区几乎完全被耕种。 

## 特兰西瓦尼亚盆地
特兰西瓦尼亚盆地（羅馬尼亞語：  Depresiunea colinară a Transilvaniei) 包括特兰西瓦尼亚高原和喀尔巴阡山脉外围的一些区域，外围这些地区与高原有着不同的特征。 